# Мокроног
Мокроног (словен. Mokronog) — поселення в общині Мокроног-Требелно, регіон Південно-Східна Словенія, Словенія.